# Шютторф
Шютторф (нім. Schüttorf) — місто в Німеччині, розташоване в землі Нижня Саксонія. Входить до складу району Графство Бентгайм. Центр об'єднання громад Шютторф.
Площа — 19,43 км2. Населення становить 12 934 ос. (станом на 31 грудня 2021).